# Payungagung
Payungagung is een bestuurslaag in het regentschap Ciamis van de provincie West-Java, Indonesië. Payungagung telt 4284 inwoners (volkstelling 2010).